# Владимир Ђокић
Владимир Ђокић (Ваљево, 25. април 1971) је бивши српски кошаркаш, а садашњи кошаркашки тренер.

## Играчка каријера
Ђокић је поникао у ваљевском Студенту а афирмацију стекао у Металцу. Након тога је играо и за Спартак Суботицу, Партизан (освојио два купа СР Југославије 1999. и 2000. и играо на финалном турниру Евролиге 1998), Црвену звезду, Ергоном и у иностранству у Мађарској, Македонији и Словачкој.
Био је на ужем списку репрезентативаца СР Југославије пред Олимпијске иге 1996. у Атланти, али га је тадашњи селектор Желимир Обрадовић као "13. играча" вратио из САД пред почетак турнира.

## Тренерска каријера

### Клупска
Након завршетка играчке каријере је постао тренер. Водио је српсколигашке тимове Гимназијалац из Ваљева и Колубару из Лазаревца да би 2009. постао тренер Машинца. Од јануара 2012. до октобра 2013. водио је Слободу из Ужица. Након тога је тренирао Слогу из Краљева, да би крајем марта 2014. године био постављен за тренера Металца. Он је са Металцем у АБА лиги, у дебитантској сезони Ваљеваца, освојио шесто место, што је доносило пласман у Еврокуп у којем се ваљевски клуб није такмичио јер није имао новца за тако скупо надметање. У другој сезони под вођством Ђокића ваљевски кошаркаши изборили су опстанак у АБА лиги, а после пораза од ФМП-а на почетку Суперлиге Србије, одлуком клупских челника, Ђокић је смењен.
У новембру 2016. постављен је за тренера Вршца. Са екипом Вршца је освојио прво место у Кошаркашкој лиги Србије на крају регуларног дела сезоне 2016/17. У септембру 2017. је преко квалификационог турнира у Лакташима, одвео Вршац до пласмана у Другу Јадранску лигу. Ђокић је на клупи Вршца био до јануара 2018. када је смењен након пораза од Дунава из Старих Бановаца. У моменту отказа екипа се налазила на другом месту табеле Друге Јадранске лиге, са победом мање од лидера – Борца из Чачка, док је у Кошаркашкој лиги Србије Вршац заузимао четврту позицију, са скором 10-5.
У јулу 2018. је преузео београдски Динамик. Са екипом Динамика је на крају регуларног дела сезоне 2018/19. у Другој Јадранској лиги заузео пето место. У такмичарској 2018/19. у Кошаркашкој лиги Србије је заузео треће место, и самим тим није изборио пласман у Другу Јадранску лигу за наредну сезону. Након завршетка такмичења у КЛС, Ђокић је одлучио да поднесе оставку на место тренера Динамика.
У септембру 2019. је поново преузео ваљевски Металац. У сезони 2019/20, која је прекинута због пандемије, Металац је после 26. кола био на осмом месту Кошаркашке лиге Србије. У сезони 2020/21. клуб је заузео 12 место на табели КЛС. Ђокић је по окончању ове сезоне напустио Металац. У августу 2021. је по други пут у тренерској каријери преузео екипу Вршца.

### Репрезентативна
Са репрезентацијом Србије до 20 година је освојио златну медаљу на Европском првенству 2015. године у Италији. Након овог успеха је напустио место селектора, а поново је на исту позицију постављен у фебруару 2017. Водио је репрезентацију на Европском првенству 2017. у Грчкој где је освојено пето место. Крајем децембра 2019. је постављен за селектора репрезентације Србије до 16 година.

## Тренерски успеси

### Репрезентативни
- Европско првенство до 20 година:  2015.